# Nova Aliança do Ivaí
Nova Aliança do Ivaí é um município brasileiro do estado do Paraná. Sua população, com base no censo IBGE de 2022, é de 1.323 habitantes. É o município menos populoso do Paraná e o 5558º munícipio por população no Brasil.

## Etimologia
A origem do nome está associado a uma suposta vontade do primeiros moradores de fazer uma "aliança", no sentido da promoção do desenvolvimento e progresso da então emergente comunidade. O Rio Ivaí, localizado próximo ao município, finaliza a justifica do nome adotado.

## História
O surgimento do então povoamento de Suruquá se deu nos anos 1940, no contexto da expansão da cultura do café no norte e noroeste paranaense. Os primeiros povoadores eram advindos do norte, dos estados de São Paulo e Minas Gerais e as principais atividades econômicas eram o extrativismo vegetal e cafeicultura.
Em 16 de novembro de 1953, através da Lei Municipal n°33, a localidade foi elevada condição de Distrito Administrativo do município de Paraíso do Norte, com o nome de Guaritá. A emancipação ocorreu em 25 de julho de 1960, pela Lei Estadual n°4.245 e a instalação oficial em 11 de novembro de 1961.

## Infraestrutura

### Transportes
O município está servido por apenas uma rodovia, sendo ela a PR-561, que liga o município a Paranavaí (sentido norte) e a Paraíso do Norte (sentido sul).